# バイプレイヤーズ 〜もしも100人の名脇役が映画を作ったら〜
『バイプレイヤーズ 〜もしも100人の名脇役が映画を作ったら〜』（バイプレイヤーズ 〜もしもひゃくにんのめいわきやくがえいがをつくったら〜）は、2021年4月9日公開の日本のコメディ映画。
テレビ東京系列で放送されているテレビドラマ『バイプレイヤーズ』の映画化作品で、2021年1月から放送された第3シリーズ『バイプレイヤーズ 〜名脇役の森の100日間〜』の放送終了後に公開された。タイトルにもある通り、総勢100人にも及ぶ俳優達が出演しており、そのほとんどが本人役を演じる。
キャッチコピーは、「この映画、本当に完成するのか!?」。

## あらすじ
4名のおっさんバイプレーヤーが、富士山麓にあるバイプレウッド撮影所で、5名の若手俳優による自主映画製作に協力する姿を描く。

## キャスト
特記なき限り本人役。太字は元祖バイプレイヤーズ（主要人物）。
| - 田口トモロヲ - 遠藤憲一 - 松重豊 - 光石研 - 濱田岳 - 柄本時生 - 菜々緒 - 高杉真宙 - 芳根京子 - 勝村政信 - 渡辺いっけい - 近藤芳正 - 津田寛治 - 西村まさ彦 - 本宮泰風 - 菅田俊 - 小沢仁志 | - 阿部亮平 - 安藤玉恵 - 石丸謙二郎 - 宇野祥平 - 大倉孝二 - 尾美としのり - 加藤諒 - 金子大地 - 佐々木希 - 宍戸美和公 - 志田未来 - 杉野遥亮 - 醍醐虎汰朗 - 滝藤賢一 - 田中要次 - 寺島しのぶ | - 長谷川京子 - 林泰文 - 原田龍二 - ふせえり - 堀内敬子 - 観月ありさ - 向井理 - 村田雄浩 - 森下能幸 - りょう - 六角精児 - 池谷のぶえ - 宇梶剛士 - 岡田浩暉 - 小木茂光 - 高畑淳子 - 富田望生 | - 波岡一喜 - 浜野謙太 - 本田博太郎 - 本田望結 - 升毅 - 吉田羊 - 利重剛 - 相島一之 - 稲葉友 - 井上肇 - 伊武雅刀 - 岡山天音 - 尾上寛之 - 木下ほうか - 甲本雅裕 - 今野浩喜 - 渋川清彦 | - 田中泯 - 玉置玲央 - 野間口徹 - 橋本じゅん - 速水もこみち - 本多力 - 前田敦子 - 前野朋哉 - 松尾貴史 - 水間ロン - 六平直政 - MEGUMI | - 岸井ゆきの - でんでん - ジャスミン：北香那 - 木村多江 - 北村一輝 - 有村架純 - 天海祐希 - 役所広司 |

## スタッフ
- 監督：松居大悟
- 脚本：ふじきみつ彦、宮本武史
- 音楽：佐藤洋介
- 主題歌：Creepy Nuts『Who am I』（ソニー・ミュージックレーベルズ）
- 企画・プロデュース：浅野敦也
- プロデューサー：濱谷晃一、石黒研三、塩入大介
- 共同プロデューサー：半田健
- ラインプロデューサー：鷲山伸人
- 撮影：加藤十大
- 照明：高井大樹
- 録音：高橋寿光
- 美術：久渡明日香
- 装飾：榊さくら
- 衣装：青木茂
- ヘアメイク：吉村英里
- 編集：臼杵毅
- 配給：東宝映像事業部
- 制作プロダクション：TBSスパークル
- 代表幹事：テレビ東京、電通
- 製作：「映画 バイプレイヤーズ」製作委員会